# 瓦勒海姆
瓦勒海姆（荷蘭語：Waregem，荷蘭語發音：[ˈʋaːrəɣɛm] ⓘ）是比利时弗拉芒大區西佛兰德省科特赖克区的一座城市，东与东佛兰德省接壤，通行荷蘭語，是弗拉芒社群的一部分，面积44.5平方千米，人口38,347人（2020年1月1日）。